# Islom Karimov
Islom Abdug‘aniyevich Karimov (Russisch: Ислам Абдуганиевич Каримов; Islam Abdoeganievitsj Karimov)  (Samarkand, 30 januari 1938 – Tasjkent, 2 september 2016) was van 1991 tot 2016 de eerste president van het onafhankelijke Oezbekistan.

## Biografie
Karimov kwam uit een familie van ambtenaren. Hij studeerde aan het Centraal-Aziatische Polytechnische Instituut en later aan het Instituut voor Nationale Economie van Tasjkent. Hij behaalde er een graad in de economie en tevens zijn ingenieursdiploma.
In 1960 trad Karimov toe tot de Communistische Partij van Oezbekistan (CPU) en  hij werkte van 1960 tot 1966 als ingenieur, respectievelijk in Tashselmash en op het vliegveld van Tasjkent. Na 1966 werkte hij bij de staatsplanningscommissie van de Oezbeekse Socialistische Sovjetrepubliek en was later vicevoorzitter van de staatsplanningscommissie.
Karimov werd in 1983 vicevoorzitter van de Raad van Ministers van de Oezbeekse SSR. Van 1986 tot 1989 was hij secretaris van het Centraal Comité van de provinciale partij-afdeling van de CPU van Kashkadarya.
Op 29 juni 1989 werd Karimov eerste secretaris van de CPU, en daarmee de machtigste man van de Oezbeekse SSR. Op 24 maart 1990 werd Karimov tot president van de Oezbeekse SSR gekozen en op 31 augustus 1991 riep hij de onafhankelijkheid uit van de Republiek Oezbekistan (Özbekiston Respublikasy). In december 1991 erkende de USSR de onafhankelijkheid van Oezbekistan. Bij de algemene presidentsverkiezingen van 29 december 1991 werd Karimov rechtstreeks tot president gekozen. De communistische partij werd afgeschaft en daarvoor in de plaats kwam de Democratische Volkspartij (CDP), die pro-Karimov is.
Net als zijn Turkmeense collega Saparmurat Niazov, was Karimov erg bevreesd voor een opkomst van het moslimfundamentalisme. Zowel de islamistische partijen als ook de seculiere partijen worden vervolgd. Er heerst in Oezbekistan dan ook een zekere censuur. Alleen die oppositiepartijen die loyaal aan de president zijn, mogen worden gevormd, hoewel echt oppositie voeren verboden is. Per referendum werd zijn ambtstermijn als president tot 2000 verlengd.
In het jaar 2000 werd Karimov als president herkozen. Naast de CDP, die loyaal is aan Karimov, richtte de president nu ook een eigen partij op, Fidokorlor ('Zelfopoffering'). Zijn oudste dochter Gulnara Karimova, bekend onder haar artiestennaam GooGoosha en optredend met o.a. Julio Iglesias en Gérard Depardieu, werd in 2014 onder huisarrest geplaatst. De precieze reden is onbekend. Een aantal jaar eerder had Karimov al een neef laten opnemen in een psychiatrische inrichting.
Onder het regime van Karimov worden de mensenrechten ernstig geschonden. Tussen 2002 en 2004 uitte de Britse ambassadeur Craig Murray zware kritiek op Karimov, en op het feit dat de Verenigde Staten en het Verenigd Koninkrijk hem steunen. Nadat Murray bekendmaakte dat de Engelse inlichtingendienst MI6 informatie gebruikt die door de Oezbeekse regering is verkregen door het martelen van mensen werd hij ontslagen.
In mei 2005 braken er protesten uit tegen de regering van Karimov. Hij zette het leger in waarbij mogelijk enkele honderden mensen om het leven kwamen.
Hij werd in 2015 met ruim 90% van stemmen opnieuw herkozen. Internationaal kwam er veel kritiek op hem met betrekking tot de persvrijheid en de naleving van de mensenrechten. Door zijn harde aanpak hebben radicale islamitische groeperingen weinig kans gehad in het land.
In augustus 2016 werd bekend dat hij was opgenomen in het ziekenhuis na een hersenbloeding. Zijn ziekte riep vragen op over zijn opvolging. Volgens de grondwet neemt in dat geval de voorzitter van de Senaat de macht tijdelijk over, maar er stond geen opvolger klaar. Op 2 september werd bekendgemaakt dat hij was overleden. Een dag later werd hij begraven in zijn geboortestad Samarkand. Hij werd als staatshoofd opgevolgd door Sjavkat Mirzijojev.